# Симфонія «Манфред»
Симфонія «Манфред» сі мінор, Op. 58 — програмна симфонія Петра Ілліча Чайковського, написана в травні — серпні 1885 року на сюжет однойменної поеми Байрона. Хронологічно ця симфонія займає місце між 4-ю та 5-ю симфоніями композитора. Уперше симфонія була виконана 11 березня 1886 року у Москві під орудою М. Ердмансдерфера. 22 листопада того ж року симфонія вперше прозвучала в США, та видана Юргенсоном.
Ідею створення симфонії запропонував Чайковському М. О. Балакірєв у жовтні 1882 року. Ним же була створена програма симфонії, яка пізніше була редагована Стасовим, а потім суттєво перероблена композитором, який виключив з неї вказівки музичного характеру, залишивши лише сюжетні й психологічні.
У листі до Ю. П. Шпажинської композитор так охарактеризував образ головного героя:

| Манфред — не проста людина. У ньому, як мені здається, Байрон з дивною силою й глибиною уособив всю трагічність боротьби нашої незначності із прагненням до пізнання фатальних питань буття». |

## Структура
Симфонія включає 4 частини, кожній з яких приписана програма.
1. Lento lugubre
Манфред блукає в Альпійських горах. Томлячись фатальними питаннями буття, що переймають пекучою тугою безнадійності й пам'яттю про злочинне минуле, він переживає жорстокі щиросердечні муки. Глибоко проникнув Манфред у таємниці магії і владно сполучається з могутніми пекельними силами, але ні вони й ніщо на світі не може дати йому забуття, якого одного він просить. Спогад про загиблу Астарту, колись палко ним кохану, гризе й гризе його серце й немає ні границь, ні кінця безмежному розпачу Манфреда.
2. Vivace con spirito
Альпійська фея з'являється Манфреду у райдузі із бризок водоспаду.
3. Andante con moto
Пастораль. Картина простого, бідного, привільного життя гірських жителів.
4. Allegro con fuoco
Підземні чертоги Аримана. Пекельна оргія. Поява Манфреда серед вакханалії. Виклик і поява тіні Астарти. Він прощений. Смерть Манфреда.